# Estilbeno
(E)-Estilbeno, é um diarileteno, i.e.,  um hidrocarboneto consistindo de uma ligação dupla trans eteno substituída com um grupo fenila em ambos os átomos de carbono da ligação dupla. O nome estilbeno é derivado da palavra grega stilbos, a qual significa brilhar.

## Isômeros
Estilbeno existe como dois isômeros possíveis. O primeiro é o trans-1,2-difeniletileno, chamado (E)-estilbeno ou trans-estilbeno. O segundo é cis-1,2-difeniletileno, chamado (Z)-estilbeno ou cis-estilbeno. O(Z)-Estilbeno tem ponto de fusão de 5-6 °C, enquanto o (E)- Estilbeno funde em torno de 125 °C, ilustrando que os dois compostos são bastante diferentes nas suas propriedades físicas.
Tabela 1. Pressões de vapor
| Isômero         | Temperatura, °C | Pressão de vapor, kPa |
| --------------- | --------------- | --------------------- |
| cis-estilbeno   | 100             | 0.199                 |
| cis-estilbeno   | 125             | 0.765                 |
| cis-estilbeno   | 150             | 2.51                  |
| trans-estilbeno | 150             | 0.784                 |

## Uso
- O estilbeno é usado na fabricação de corantes e branqueadores ópticos, assim como de substâncias luminescentes e cintiladores.

- O estilbeno é um dos meios de ganho utilizado em lasers de corante.

- Vários derivados do estilbeno (estilbenoides) estão presentes naturalmente nas plantas. Um exemplo é o resveratrol e seu primo, pterostilbeno.

- Os derivativos do estilbeno especialmente o isómero E(trans) têm atividade estrogénica de modo que são utilizados na fabricação de não-esteróides estrogénios sintéticos tais como dietilestilbestrol, fFosfestrol e Dienestrol.

## Química
- O estilbeno terá tipicamente a química de um conjugado Alceno, i.e., o Diarilmetano

- Trans- e cis-estilbeno podem interconverter sob a influência da luz.